# Cristina Palabay
Cristina „Tinay“ Palabay ist eine philippinische Menschenrechtlerin.

## Leben
Palabay absolvierte ein Studium der Philippinischen Studien an der University of the Philippines Diliman. Schon während ihrer Studienzeit war sie als junge Aktivistin tätig und leitete eine Allianz von Studenten. Sie war eine der Gründerinnen und später Generalsekretärin der Gabriela Women’s Party, einer der wenigen politischen Frauenparteien weltweit, die Mitglieder im philippinischen Repräsentantenhaus hat. Seit 2012 ist sie Generalsekretärin der Karapatan Alliance Philippines, einer nationalen Allianz von Menschenrechtsorganisationen. Palabay ist Mitglied des Regionalrats des Asia Pacific Forum on Women, Law and Development (APWLD).

## Wirken
Palabay setzt sich in ihrer Arbeit für die Förderung und den Schutz der Menschenrechte ein. Ihre Arbeit umfasst Kampagnen für die vollständige Umsetzung des Gesetzes gegen Gewalt an Frauen und Kindern, des Gesetzes zur Bekämpfung des Menschenhandels sowie für die Verabschiedung der Magna Carta of Women. Sie setzt sich zudem für die Gesetzgebung gegen Folter und das Verschwindenlassen von Personen und für Gerechtigkeit und Wiedergutmachung für die Opfer des Kriegsrechts während der Marcos-Regierung ein.

## Auszeichnungen
Sie wurde 2021 für ihre Arbeit für die Menschenrechte mit dem Deutsch-Französischen Preis für Menschenrechte und Rechtsstaatlichkeit ausgezeichnet. Ihre Organisation Karapatan erhielt zudem den William D. Zabel Human Rights Award für die Förderung der Menschenrechte von Human Rights First.